# Жировая ткань

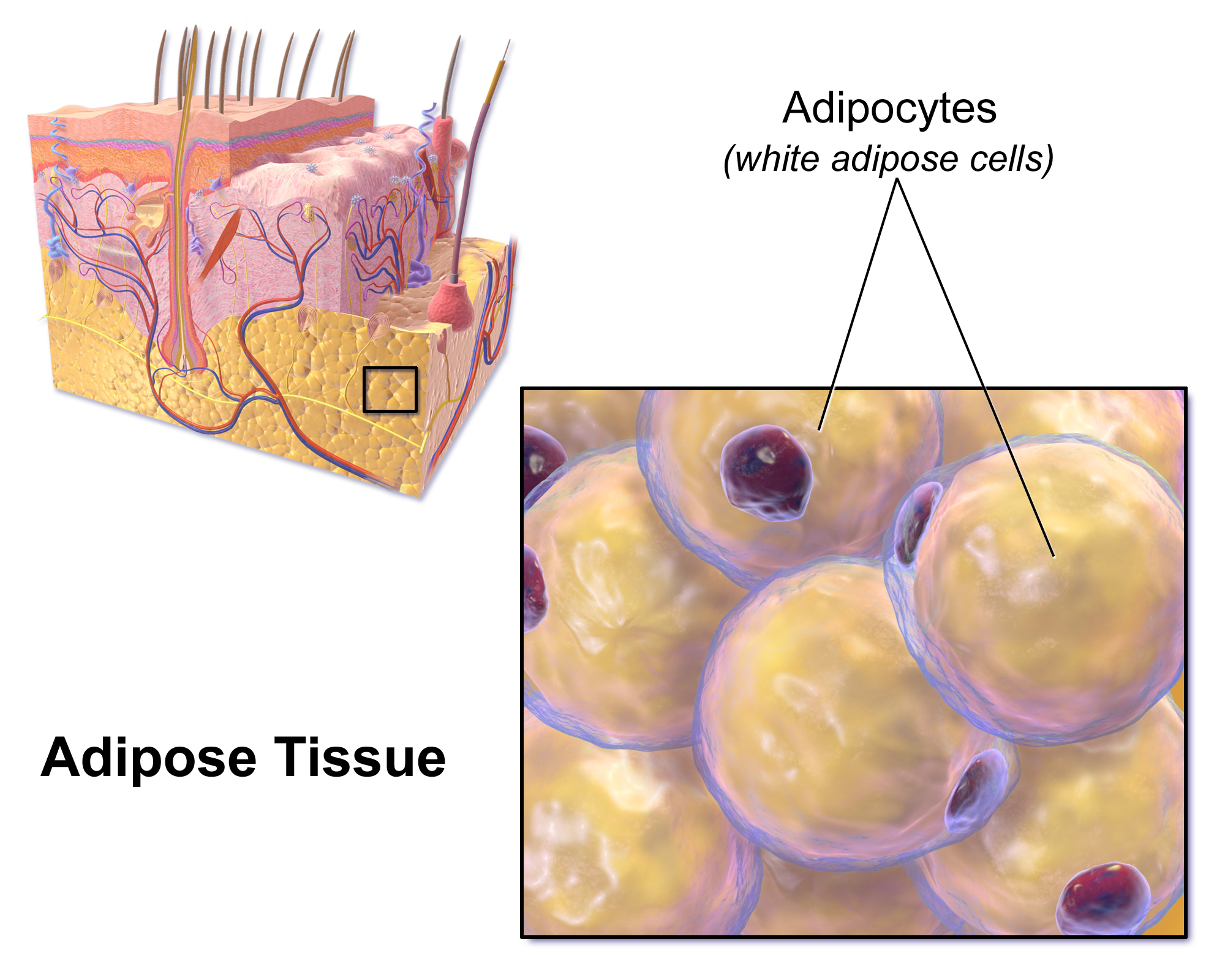
Схема строения белой жировой ткани

Жирова́я ткань — разновидность соединительной ткани животных, образующаяся из мезенхимы и состоящая из специализированных клеток, накапливающих жиры — адипоцитов. Почти весь адипоцит заполняет жировая капля, окружённая ободком цитоплазмы с оттеснёнными на периферию клеточным ядром и относительно небольшим количеством митохондрий. Помимо адипоцитов, в состав жировой ткани входят клетки так называемой стромальной васкулярной фракции: преадипоциты, фибробласты, клетки эндотелия сосудов и ряд иммунных клеток, такие как макрофаги жировой ткани.
Главная функция жировой ткани — запасание липидов, кроме того, она обеспечивает теплоизоляцию тела. Жировая ткань продуцирует ряд гормонов (эстроген, лептин, резистин, а также цитокины, такие как фактор некроза опухоли α), и в последние годы была признана важной частью эндокринной системы. У взрослого человека жировая ткань располагается под кожей, вокруг внутренних органов (висцеральная жировая ткань), внутри костей (жёлтый костный мозг), между мышечными волокнами и в молочных железах.
Жировую ткань подразделяют на белую и бурую. Белая жировая ткань запасает липиды, а главной функцией бурой жировой ткани является термогенез. Бурая жировая ткань наиболее развита у новорождённых, а также животных, впадающих в спячку. У взрослого человека бурая ткань присутствует и метаболически активна, однако она регрессирует с возрастом.

## Строение

Морфология адипоцитов трёх видов: белого, бежевого и бурого

Клетки жировой ткани, накапливающие жир, называют адипоцитами. Одиночные адипоциты имеют шарообразную форму. Жировую ткань принято подразделять на белую и бурую согласно её цвету. Адипоцит белой жировой ткани содержит одну большую каплю нейтрального жира (такие адипоциты также называют унилокулярными), которая занимает центральную часть клетки и окружена тонким слоем цитоплазмы, в утолщённой части которого залегает уплощённое ядро. В цитоплазме адипоцитов содержатся в небольших количествах и другие липиды: холестерин, фосфолипиды, а также свободные жирные кислоты. Эти мелкие жировые включения особенно выражены у незрелых адипоцитов. Зрелый адипоцит имеет крупные размеры, от 50 до 150 мкм. Так как липиды вымываются ксилолом и другими растворителями, использующимися при приготовлении гистологических препаратов, унилокулярные адипоциты при рассмотрении с помощью светового микроскопа выглядят пустыми.
Рыхлая волокнистая соединительная ткань образует прослойки, которые делят жировую ткань на дольки разного размера и формы. В дольках адипоциты близко прилегают друг к другу, однако в жировой ткани также присутствуют клетки так называемой стромальной васкулярной фракции: преадипоциты, фибробласты, клетки эндотелия сосудов и ряд иммунных клеток, такие как макрофаги жировой ткани. На клетки стромальной васкулярной фракции приходится около половины всех клеток жировой ткани. Жировые клетки разделяются тонкими коллагеновыми волокнами, ориентированными во всех направлениях, а также оплетены ретикулярными волокнами. Группы адипоцитов или отдельные дольки тесно охватываются кровеносными и лимфатическими капиллярами.

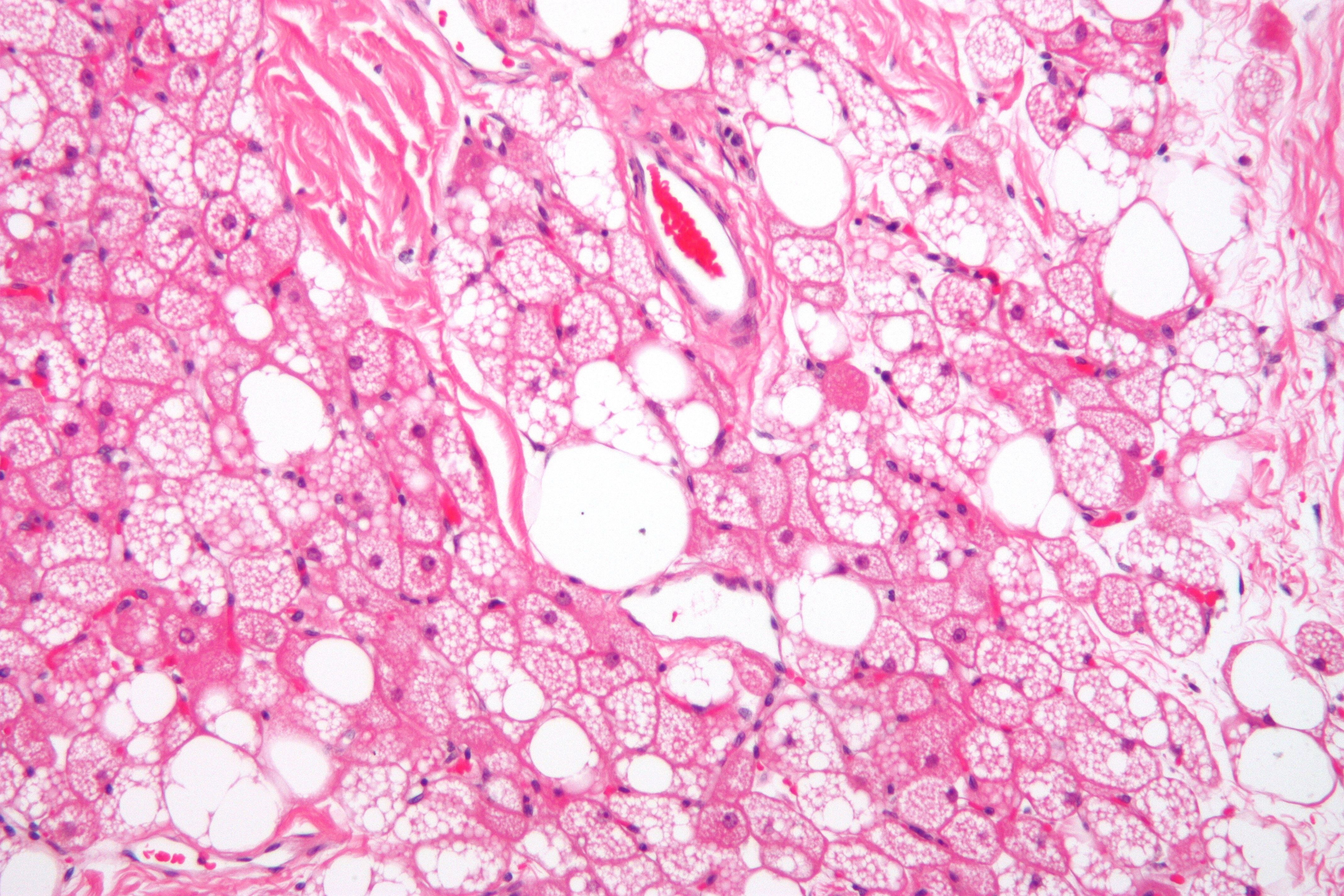
Микрофотография гиберномы — доброкачественной опухоли, состоящей из бурых адипоцитов

У новорождённых детей и некоторых животных (грызунов и животных, впадающих в спячку) выражена бурая жировая ткань. Адипоциты бурой жировой ткани, по сравнению с клетками белой жировой ткани, имеют больше митохондрий и вместо одной крупной жировой капли содержат множество мелких жировых включений в цитоплазме (такие адипоциты называют мультилокулярными). Бурый цвет обеспечивается железосодержащими пигментами цитохромами, расположенными в митохондриях. Изменения бурой жировой ткани при голодании выражены меньше, чем белой.
Термином «бежевый жир» называют белую жировую ткань, которая приобретает некоторые черты бурой жировой ткани, например, в её адипоцитах вместо одной крупной жировой ткани имеется несколько включений меньшего размера, увеличивается количество митохондрий и повышается уровень экспрессии гена UCP1, кодирующего белок термогенин.
Четвёртый тип адипоцитов был недавно описан в составе подкожной жировой ткани мышей во время беременности и лактации, когда жировая ткань в молочных железах существенно сокращается, а железистая часть, наоборот, разрастается. Новосформированные эпителиальные клетки, входящие в состав железистой части, называют розовыми адипоцитами. Они появляются в результате прямой трансдифференцировки белых адипоцитов в эпителиальные клетки, продуцирующие молоко. Образование розовых адипоцитов обратимо, и по завершении лактации они превращаются обратно в белые адипоциты, восстанавливая жировую часть молочной железы.
Плотность жировой ткани составляет около 0,9 г/мл против 1,06 г/мл для мышечной ткани, поэтому человек, имеющий больше жира, будет держаться на воде легче, чем человек той же массы, но с большей долей мышечной массы.

## Анатомия

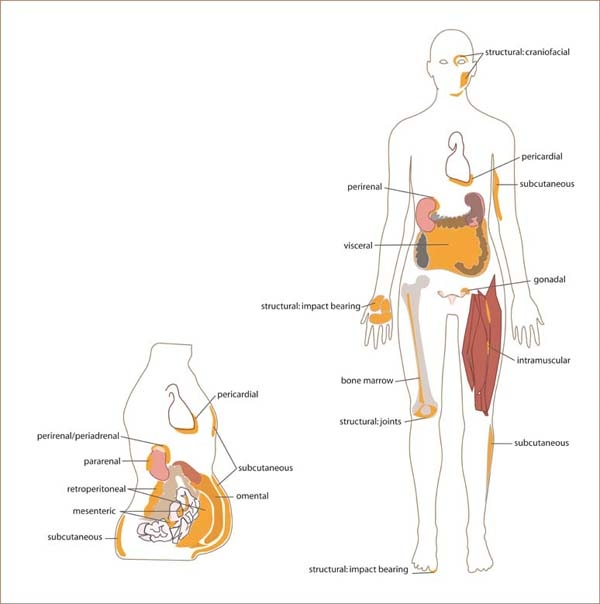
Локализация белой жировой ткани в теле человека

У взрослого человека белая жировая ткань располагается под кожей, особенно в нижней части брюшной стенки, на ягодицах и бёдрах (в составе подкожной ткани), вокруг внутренних органов (висцеральная жировая ткань), внутри костей (жёлтый костный мозг), между мышечными волокнами и в молочных железах. Бурая жировая ткань, выраженная у новорождённых детей и некоторых животных (грызунов и млекопитающих, впадающих в спячку), располагается на шее, около лопаток, за грудиной, вдоль позвоночника, под кожей и между мышцами. У взрослого человека бурая ткань присутствует и метаболически активна, однако она регрессирует с возрастом. У человека типичная бурая жировая ткань находится между лопаток, вокруг почек, в шее, надключичной области и вдоль позвоночника. Кроме того, по всей белой жировой ткани встречаются так называемые бежевые адипоциты — белые адипоциты, приобретшие некоторые черты бурых адипоцитов.
Преимущественные места развития жировой ткани и накопления в них излишнего жира имеют половые отличия, отсюда разделяется ожирение по женскому (гиноидное) или мужскому (абдоминальное) типу. При некоторых эндокринных нарушениях у мужчин может наблюдаться ожирение по женскому типу.

## Физиология

### Метаболизм жиров

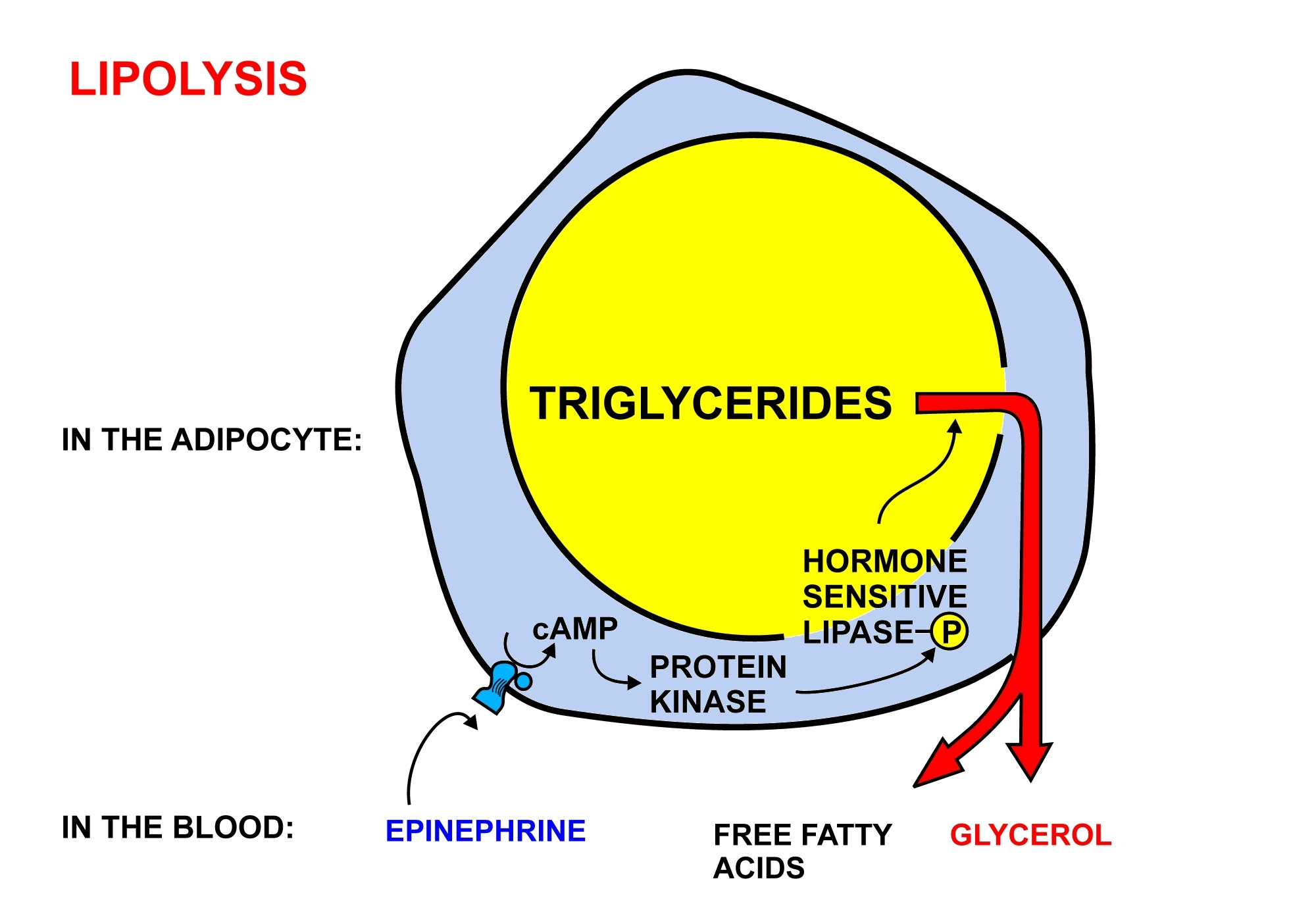
Схема липолиза в адипоцитах

Жировая ткань играет важную роль в поддержании уровня свободных жирных кислот и триглицеридов в крови, а также вносит вклад в развитие инсулинорезистентности (особенно абдоминальный жир). Адипоциты также могут запасать триглицериды, поступающие с пищей и циркулирующие в крови в составе хиломикронов, липиды, синтезируемые печенью и циркулирующие в кровотоке в виде липопротеинов очень низкой плотности, кроме того, свободные жирные кислоты и глицерин могут синтезироваться в самих адипоцитах. Хиломикроны и липопротеины очень низкой плотности при поступлении в жировую ткань гидролизуются липопротеинлипазой на люминальной поверхности кровеносных капилляров. Свободные жирные кислоты поступают в адипоциты по механизму активного транспорта и диффузии. В адипоцитах жирные кислоты в ходе реакции этерификации присоединяются к глицеринфосфату с образованием триглицеридов, которые поступают в жировую каплю.
В жировой ткани идёт постоянное поступление и выход свободных жирных кислот. Результирующее направление движения свободных жирных кислот контролируются гормонами инсулином и лептином. Если инсулин повышен, то вход свободных жирных кислот в жировую ткань превышает её выход, и выход жирных кислот из жировой ткани возможен только при низком уровне инсулина в крови. Уровень инсулина повышается при поступлении в организм углеводной пищи, которое приводит к росту концентрации сахара в крови. Инсулин также стимулирует поглощение глюкозы адипоцитами и способствует её преобразованию в жир.
При нервной или гуморальной стимуляции адипоцитов жировые запасы мобилизуются и клетки высвобождают жирные кислоты и глицерин. Норадреналин, выделяемый надпочечниками и постганглионарными симпатическими окончаниями, активирует гормончувствительную липазу, которая расщепляет триглицериды на поверхности липидных капель. Эта липаза также активируется гипофизарным гормоном роста. Свободные жирные кислоты диффундируют через мембраны адипоцитов и эндотелиальных клеток, выходят в кровоток и связываются с белком альбумином. Более гидрофильный глицерин свободно плавает в крови и поглощается печенью. Инсулин ингибирует гормончувствительную липазу. Мобилизацию адипоцитов также запускают адреналин и адренокортикотропный гормон.

### Продукция гормонов

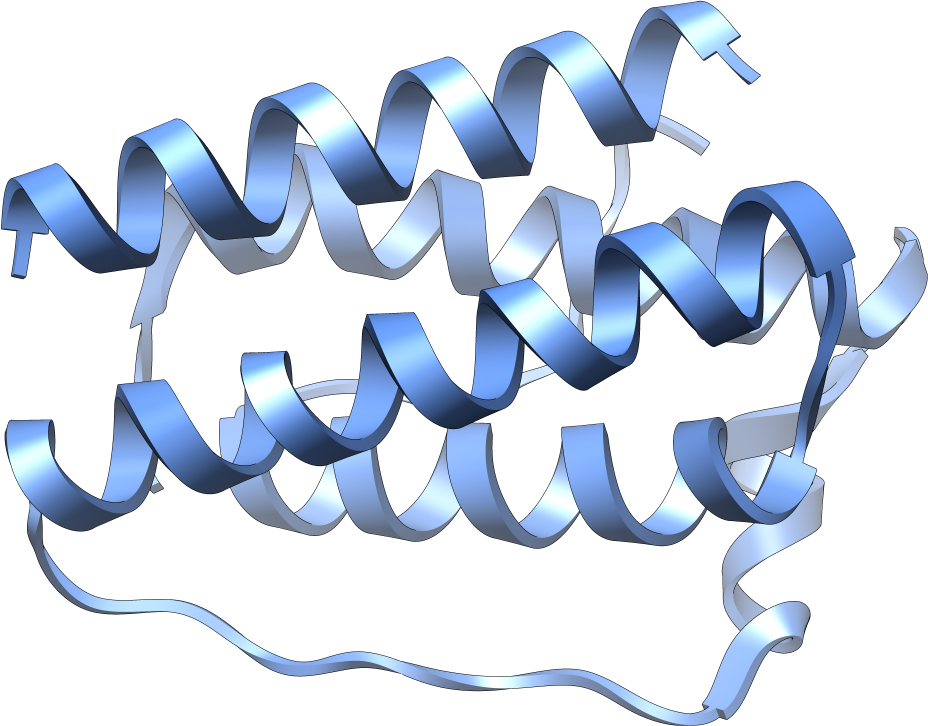
Структура лептина — пептидного гормона, продуцируемого адипоцитами

Молекулы, продуцируемые жировой тканью, играют важнейшую роль в поддержании метаболического гомеостаза, и нарушения в их образовании могут приводить к развитию ожирения и ряда патологических состояний, связанных с ожирением, поэтому жировую ткань рассматривают как эндокринный орган. Гормоны жировой ткани в совокупности называют адипокинами. Адипокины представляют собой разновидность цитокинов (сигнальных белков). Первым открытым адипокином стал гормон лептин, описанный в 1994 году. Лептин играет роль в поддержании нормальной массы тела и передаёт сигнал, свидетельствующий о насыщении, в гипоталамус. Лептин также контролирует липогенез в гепатоцитах, подавляя путь биосинтеза жирных кислот, и способствует окислению жирных кислот в мышцах. Наиболее обильно продуцируется адипокин, известный как адипонектин. Он повышает чувствительность к инсулину, и его введение мышам, страдающим ожирением, позволило частично преодолеть инсулинорезистентность. К числу адипокинов также относится фактор некроза опухоли α (TNFα), который вовлечён в формирование инсулинорезистентности за счёт подавления сигнального пути инсулина. В жировой ткани TNFα продуцируют макрофаги и другие иммунные клетки. У людей и мышей, страдающих ожирением, в жировой ткани возрастает экспрессия провоспалительного цитокина интерлейкина 6 (IL-6), однако его роль в метаболизме глюкозы неясна. Также к числу адипокинов относят аспросин, резистин, апелин, хемерин, CCL2 и некоторые другие цитокины. Лептин и резистин продуцируются преимущественно подкожной жировой тканью. Кроме того, и у женщин, и у мужчин жировая ткань является главным периферическим источником ароматазы, которая участвует в синтезе эстрогенов.

### Термогенез

Схема термогенеза в бурой жировой ткани

Основная функция бурой жировой ткани — термогенез. У животных в конце спячки и новорождённых детей в бурую жировую ткань поступает норадреналин, который, как и в белой жировой ткани, стимулирует гормончувствительную липазу и запускает гидролиз триглицеридов. Однако, в отличие от белых адипоцитов, в бурых адипоцитах свободные жирные кислоты не высвобождаются в кровь, а быстро метаболизируются, что сопровождается повышением потребления кислорода и продукцией тепла. Локальное повышение температуры в бурой жировой ткани приводит к нагреванию омывающей её крови, которая передаёт тепло на весь организм. Усиленная продукция тепла в бурых адипоцитах возможна благодаря тому, что в их внутренних митохондриальных мембранах в большом количестве содержится трансмембранный разобщающий белок термогенин, или UCP1. В присутствии свободных жирных кислот термогенин позволяет протонам поступать из межмембранного пространства непосредственно в матрикс митохондрии без прохождения протонов через АТФ-синтазу. Вместо образования АТФ энергия протонов идёт на выделение тепла. Считается, что термогенин является симпортером протонов и свободных жирных кислот, но конкретный механизм его действия неясен. Известно, что термогенин ингибируют АТФ, АДФ и ГТФ. Термогенез в бурых адипоцитах также может активироваться при переедании.

## Развитие
Как и другие клетки соединительной ткани, адипоциты происходят от мезенхимальных стволовых клеток. Мезенхимальные стволовые клетки дают начало преадипоцитам, которые похожи на крупные фибробласты с цитоплазматическими липидными включениями. Первоначально липидные капли молодого белого адипоцита изолированы друг от друга, но вскоре они сливаются с образованием единой большой жировой капли. Белые адипоциты развиваются вместе с меньшей популяцией бежевых адипоцитов, которые присутствуют в зрелой белой жировой ткани. При адаптации к низким температурам белые адипоциты частично обратимо превращаются в бурые, приобретают большое количество мелких липидных капель вместо одной крупной, их профиль экспрессии генов становится близок к таковому у бурых адипоцитов (в частности, возрастает экспрессия гена UCP1, кодирующего термогенин), и так называемые бежевые адипоциты приступают к термогенезу. При возвращении к нормальным условиям часть бежевых адипоцитов вновь становятся белыми. У мышей «побурение» белой жировой ткани полностью нивелируется за 21 день после окончания пребывания на холоде, а снижение экспрессии UCP1, кодирующего термогенин, наступает уже через 24 часа. При повторном попадании на холод в бежевые адипоциты превращаются каждый раз одни и те же белые адипоциты. Превращение белого адипоцита в бежевый контролируется несколькими транскрипционными факторами: PPARγ, PRDM16, PGC-1α и EBF2. «Побурение» белого жира также стимулируют иризин, секретируемый мышечной тканью в ответ на физическую нагрузку, и FGF21, выделяемый печенью. У мышей «побурение» стимулируют метионин-энкефалиновые пептиды, продуцируемые лимфоидными клетками врождённого иммунитета 2 типа в ответ на действие интерлейкина 33 (IL-33).
Бурые адипоциты также развиваются от мезенхимальных стволовых клеток, но в других локациях тела эмбриона, отличных от тех, где происходит дифференцировка белых адипоцитов. Бурые адипоциты в ходе эмбрионального развития возникают раньше белых. У человека объём бурой жировой ткани относительно массы тела максимален при рождении, когда наиболее высока потребность в термогенезе, и в детстве почти полностью исчезает через инволюцию и апоптоз адипоцитов. У взрослых бурый жир наиболее активен у людей худощавого телосложения. При адаптации к холоду бежевые адипоциты могут превращаться в бурые, кроме того, возможна пролиферация и дифференцировка бурых адипоцитов от мезенхимальных клеток-предшественников. Автономные нервы не только стимулируют термогенную активность бурых адипоцитов, но также способствуют их дифференцировке и предотвращают апоптоз зрелых бурых адипоцитов.

## Клиническое значение

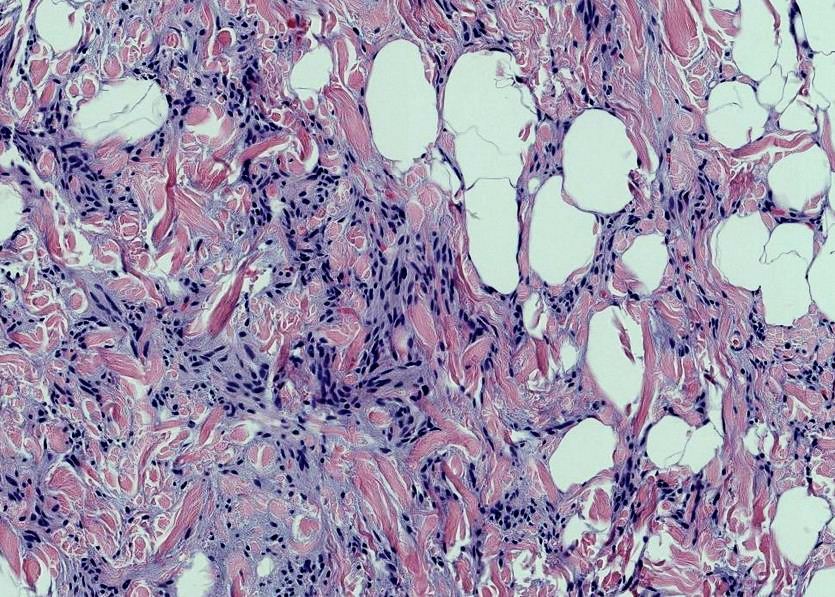
Гистологический препарат веретеноклеточной липомы

Белые адипоциты могут давать начало часто встречающимся доброкачественным образованиям — липомам. Злокачественные опухоли, происходящие из жировой ткани — липосаркомы — относительно редки. Доброкачественные опухоли, образованные бурыми адипоцитами, иногда называют гиберномами.

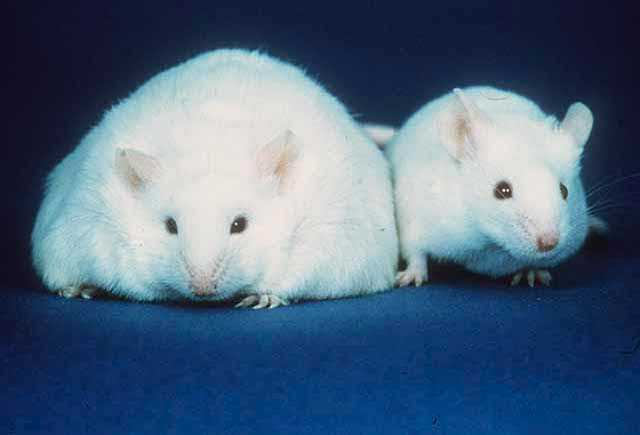
Нормальная мышь (справа) и мышь, страдающая ожирением (слева)

Под ожирением понимают состояние, при котором в организме накапливается избыток жировой ткани. Ожирение повышает риск возникновения многих заболеваний и патологических состояний: сердечно-сосудистых, сахарного диабета 2-го типа, обструктивного апноэ во сне, некоторых видов рака, а также остеоартрита. Избыточное разрастание висцерального жира, в особенности, вокруг желудка называют центральным, или висцеральным ожирением, а чрезмерно увеличенный, выдающийся живот при этом состоянии известен как «пивной живот». Поскольку жировая ткань продуцирует множество цитокинов, в том числе и провоспалительных, ожирение часто сопровождается умеренным хроническим воспалением. Сахарный диабет и болезни сердца относят к воспалительным заболеваниям, связанным с ожирением. Избыток жировой ткани, особенно висцерального жира, может приводить к появлению инсулинорезистентности. У большинства пациентов, страдающих ожирением, адипоциты производят нормальное или повышенное количество лептина, однако иногда его клетки-мишени имеют недостаточно рецепторов лептина или несут дефектные рецепторы, поэтому эффект насыщения, опосредуемый лептином, не наступает. Однако мутации в гене, кодирующем лептин, могут объяснить лишь небольшую долю случаев ожирения. Весьма частой причиной развития ожирения у взрослых являются возрастные метаболические нарушения, при которых снижается активность гормончувствительной липазы. Повышенное количество адипоцитов, сформированных при детском ожирении, повышает риск ожирения у человека в старшем возрасте. Конвертацию белой жировой ткани в бурую рассматривают как перспективную стратегию терапии ожирения.
В настоящее время жировую ткань можно использовать в качестве источника стволовых клеток у взрослых. Стволовые клетки жировой ткани можно легко перепрограммировать в индуцированные плюрипотентные стволовые клетки. Получение стволовых клеток из клеточного материала самого организма пациента снижает риск отторжения трансплантата и позволяет избежать многих этических проблем, связанных с использованием эмбриональных стволовых клеток. Имеются сведения, что стволовые клетки из разных локаций жировой ткани (абдоминального жира, эпикардиального жира и других) имеют разные свойства: скорость пролиферации, иммунофенотип, потенциал дифференцировки и устойчивость к гипоксии.

## Возрастные изменения
Во время старения висцеральная жировая ткань и межмышечный жир имеют тенденцию к увеличению, тогда как периферическая подкожная жировая ткань с возрастом значительно снижается.
Возможная причина истончения подкожной жировой ткани у пожилых кроется в многократном росте синтеза транскрипционного фактора Pu.1 в некоторых клетках подкожной жировой ткани при старении. Обнаружено также, что задерживать уменьшение толщины подкожной белой жировой ткани и накопление в ней стареющих клеток может делеция гена Nrip1 (Nuclear receptor-interacting protein 1).

## История изучения

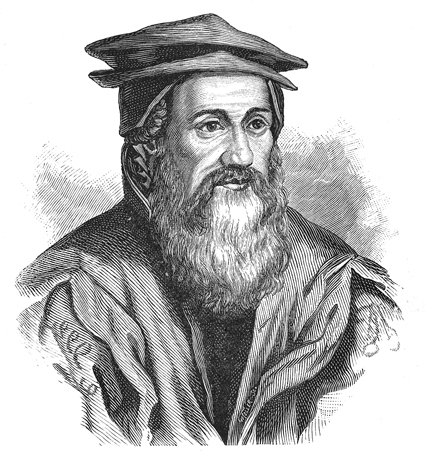
Конрад Геснер

Жировая ткань (точнее, бурая жировая ткань) впервые была описана в 1551 году швейцарским натуралистом Конрадом Геснером. В 1902 году было отмечено сходство между шейными жировыми отложениями у новорождённых младенцев и млекопитающих, впадающих в спячку. Активное исследование бурой жировой ткани возобновилось в 1960-х годах (в 1964 году Силверман и коллеги доказали, что у человека бурый жир также отвечает за термогенез), и к 1980-м годам установилось мнение, что у взрослых людей бурой жировой ткани нет. Это представление было пересмотрено в конце 2000-х годов.
Белые адипоциты, или «жировые везикулы», а также их вклад в рост жировых отложений впервые были описаны в XIX веке. Активное исследование жировой ткани началось лишь в 1940-х годах. В 1940 году было показано, что жировая ткань иннервируется и снабжается кровью. В 1950-х годах была прояснена роль белых адипоцитов в метаболизме липидов, и дальнейшее изучение регуляции работы жировой ткани продолжалось во всей второй половине XX века. Первые данные, свидетельствующие об эндокринной функции белой жировой ткани, появились в 1980-х годах.